# Primera División 1930-1931 (Spagna)
La Primera División 1930-1931 è stata la 3ª edizione della massima serie del campionato spagnolo di calcio, disputato tra il 7 dicembre 1930 e il 5 aprile 1931 e concluso con la vittoria dell'Athletic Bilbao, che ebbe la meglio sul Racing Santander e sulla Real Sociedad grazie alla migliore differenza reti, al suo secondo titolo consecutivo.
Capocannoniere del torneo è stato Bata (Athletic Bilbao) con 27 reti.

## Squadre partecipanti
| Club             | Stagione | Città         | Stadio                  | Stagione precedente                    |
| ---------------- | -------- | ------------- | ----------------------- | -------------------------------------- |
| Alavés           | dettagli | Vitoria       | Stadio di Mendizorrotza | 1º posto in Secunda División, promosso |
| Arenas Getxo     | dettagli | Getxo         | Ibaiondo                | 3º posto in Primera División           |
| Athletic Bilbao  | dettagli | Bilbao        | San Mamés               | 1º posto in Primera División           |
| Barcellona       | dettagli | Barcellona    | Camp de Les Corts       | 2º posto in Primera División           |
| Español          | dettagli | Barcellona    | Stadio di Sarriá        | 4º posto in Primera División           |
| CD Europa        | dettagli | Barcellona    | Camp del Guinardó       | 9º posto in Primera División           |
| Racing Santander | dettagli | Santander     | Estadio El Sardinero    | 8º posto in Primera División           |
| Real Madrid      | dettagli | Madrid        | Stadio di Chamartín     | 5º posto in Primera División           |
| Real Sociedad    | dettagli | San Sebastián | Estadio de Atocha       | 7º posto in Primera División           |
| Real Unión       | dettagli | Irún          | Stadium Gal             | 6º posto in Primera División           |

## Classifica finale
|  | Pos. | Squadra          | Pt | G  | V  | N | P  | GF | GS | DR  |
|  | ---- | ---------------- | -- | -- | -- | - | -- | -- | -- | --- |
|  | 1.   | Athletic Bilbao  | 22 | 18 | 11 | 0 | 7  | 73 | 33 | +40 |
|  | 2.   | Racing Santander | 22 | 18 | 10 | 2 | 6  | 49 | 37 | +12 |
|  | 3.   | Real Sociedad    | 22 | 18 | 10 | 2 | 6  | 42 | 39 | +3  |
|  | 4.   | Barcellona       | 21 | 18 | 7  | 7 | 4  | 40 | 43 | −3  |
|  | 5.   | Arenas Getxo     | 18 | 18 | 8  | 2 | 8  | 35 | 38 | −3  |
|  | 6.   | Real Madrid      | 18 | 18 | 7  | 4 | 7  | 24 | 27 | −3  |
|  | 7.   | Real Unión       | 16 | 18 | 6  | 4 | 8  | 41 | 45 | −4  |
|  | 8.   | Alavés           | 14 | 18 | 5  | 4 | 9  | 25 | 39 | −14 |
|  | 9.   | Español          | 14 | 18 | 6  | 2 | 10 | 32 | 45 | −13 |
|  | 10.  | CD Europa        | 13 | 18 | 6  | 1 | 11 | 23 | 38 | −15 |

Legenda:
      Campione di Spagna.
      Retrocessa in Segunda División
Regolamento:
Due punti a vittoria, uno a pareggio, zero a sconfitta.
A parità di punti, le posizioni in classifica venivano determinate sulla base degli scontri diretti. In caso di ulteriore parità valeva la differenza reti generale.

## Risultati

### Tabellone
|                  | Ala  | Are  | ABi  | Bar  | Esp  | Eur  | RSa  | RMa  | RSo  | RUn  |
| ---------------- | ---- | ---- | ---- | ---- | ---- | ---- | ---- | ---- | ---- | ---- |
| Alavés           | –––– | 3-2  | 1-4  | 1-1  | 4-1  | 2-0  | 2-5  | 2-0  | 1-2  | 3-1  |
| Arenas Gexo      | 1-1  | –––– | 3-2  | 5-0  | 1-0  | 1-0  | 4-2  | 4-1  | 1-3  | 1-2  |
| Athletic Bilbao  | 7-1  | 5-2  | –––– | 12-1 | 5-1  | 4-1  | 7-1  | 2-4  | 6-1  | 1-2  |
| Barcelona        | 1-1  | 2-0  | 6-3  | –––– | 6-2  | 0-2  | 1-1  | 3-1  | 5-1  | 5-3  |
| Español          | 2-0  | 5-0  | 0-4  | 4-4  | –––– | 4-0  | 4-1  | 1-1  | 1-0  | 4-2  |
| CD Europa        | 1-0  | 1-4  | 2-1  | 2-2  | 3-1  | –––– | 1-2  | 0-3  | 2-1  | 2-1  |
| Racing Santander | 4-0  | 4-1  | 4-1  | 0-1  | 4-0  | 2-1  | –––– | 3-0  | 2-5  | 4-1  |
| Real Madrid      | 1-0  | 1-2  | 0-6  | 0-0  | 2-0  | 3-1  | 0-0  | –––– | 2-0  | 3-0  |
| Real Sociedad    | 2-2  | 4-1  | 1-0  | 4-1  | 2-1  | 3-1  | 4-7  | 2-1  | –––– | 3-3  |
| Real Unión       | 4-1  | 2-2  | 2-3  | 1-1  | 6-1  | 4-3  | 4-3  | 1-1  | 2-4  | –––– |

### Calendario
| andata (1ª) | andata (1ª) | Prima giornata             | ritorno (10ª) | ritorno (10ª) |
|             |             |                            |               |               |
| 7 dic.      | 1-2         | Arenas Getxo-Real Unión    | 2-2           | 8 feb.        |
| 7 dic.      | 6-3         | Barcelona-Athletic Bilbao  | 1-12          | 8 feb.        |
| 7 dic.      | 2-1         | Racing Santander-CE Europa | 2-1           | 8 feb.        |
| 7 dic.      | 2-0         | Real Madrid-Español        | 1-1           | 8 feb.        |
| 7 dic.      | 2-2         | Real Sociedad-Alavés       | 2-1           | 8 feb.        |

| andata (3ª) | andata (3ª) | Terza giornata                   | ritorno (12ª) | ritorno (12ª) |
|             |             |                                  |               |               |
| 21 dic.     | 4-1         | Arenas Getxo-Real Madrid         | 2-1           | 22 feb.       |
| 21 dic.     | 4-1         | Alavés-Español                   | 0-2           | 22 feb.       |
| 21 dic.     | 2-1         | CE Europa-Real Unión             | 3-4           | 22 feb.       |
| 21 dic.     | 4-1         | Racing Santander-Athletic Bilbao | 1-7           | 22 feb.       |
| 21 dic.     | 4-1         | Real Sociedad-Barcelona          | 1-5           | 22 feb.       |

| andata (5ª) | andata (5ª) | Quinta giornata                | ritorno (14ª) | ritorno (14ª) |
|             |             |                                |               |               |
| 4 gen.      | 5-0         | Arenas Getxo-Barcelona         | 0-2           | 8 mar.        |
| 4 gen.      | 2-1         | CE Europa-Athletic Bilbao      | 1-4           | 8 mar.        |
| 4 gen.      | 2-5         | Racing Santander-Real Sociedad | 7-4           | 8 mar.        |
| 4 gen.      | 1-0         | Real Madrid-Alavés             | 0-2           | 8 mar.        |
| 4 gen.      | 6-1         | Real Unión-Español             | 2-4           | 8 mar.        |

| andata (7ª) | andata (7ª) | Settima giornata            | ritorno (16ª) | ritorno (16ª) |
|             |             |                             |               |               |
| 18 gen.     | 1-3         | Arenas Getxo-Real Sociedad  | 1-4           | 22 mar.       |
| 18 gen.     | 2-5         | Alavés-Racing Santander     | 0-4           | 22 mar.       |
| 18 gen.     | 4-0         | Español-CE Europa           | 1-3           | 22 mar.       |
| 18 gen.     | 0-6         | Real Madrid-Athletic Bilbao | 4-2           | 22 mar.       |
| 18 gen.     | 1-1         | Real Unión-Barcelona        | 3-5           | 22 mar.       |

| andata (9ª) | andata (9ª) | Nona giornata                 | ritorno (18ª) | ritorno (18ª) |
|             |             |                               |               |               |
| 1º feb.     | 4-2         | Arenas Getxo-Racing Santander | 1-4           | 5 apr.        |
| 1º feb.     | 2-0         | Alavés-CE Europa              | 0-1           | 5 apr.        |
| 1º feb.     | 1-0         | Español-Real Sociedad         | 1-2           | 5 apr.        |
| 1º feb.     | 0-0         | Real Madrid-Barcelona         | 1-3           | 5 apr.        |
| 1º feb.     | 2-3         | Real Unión-Athletic Bilbao    | 2-1           | 5 apr.        |

| andata (2ª) | andata (2ª) | Seconda giornata              | ritorno (11ª) | ritorno (11ª) |
|             |             |                               |               |               |
| 14 dic.     | 6-1         | Athletic Bilbao-Real Sociedad | 0-1           | 15 feb.       |
| 14 dic.     | 2-2         | CE Europa-Barcelona           | 2-0           | 15 feb.       |
| 14 dic.     | 3-2         | Alavés Arenas Getxo           | 1-1           | 15 feb.       |
| 14 dic.     | 4-1         | Español-Racing Santander      | 0-4           | 15 feb.       |
| 27 gen.     | 1-1         | Real Unión-Real Madrid        | 0-3           | 15 feb.       |

| andata (4ª) | andata (4ª) | Quarta giornata            | ritorno (13ª) | ritorno (13ª) |
|             |             |                            |               |               |
| 28 dic.     | 7-1         | Athletic Bilbao-Alavés     | 4-1           | 1º mar.       |
| 28 dic.     | 5-0         | Español-Arenas Getxo       | 0-1           | 1º mar.       |
| 28 dic.     | 1-1         | Barcelona-Racing Santander | 1-0           | 1º mar.       |
| 25 dic.     | 3-1         | Real Madrid-CE Europa      | 3-0           | 1º mar.       |
| 28 dic.     | 2-4         | Real Unión-Real Sociedad   | 3-3           | 1º mar.       |

| andata (6ª) | andata (6ª) | Sesta giornata               | ritorno (15ª) | ritorno (15ª) |
|             |             |                              |               |               |
| 11 gen.     | 5-2         | Athletic Bilbao-Arenas Getxo | 2-3           | 15 mar.       |
| 11 gen.     | 3-1         | Alavés-Real Unión            | 1-4           | 15 mar.       |
| 11 gen.     | 6-2         | Barcelona-Español            | 4-4           | 17 mar.       |
| 11 gen.     | 3-0         | Racing Santander-Real Madrid | 0-0           | 15 mar.       |
| 11 gen.     | 3-1         | Real Sociedad-CE Europa      | 1-2           | 14 mar.       |

| andata (8ª) | andata (8ª) | Ottava giornata             | ritorno (17ª) | ritorno (17ª) |
|             |             |                             |               |               |
| 25 gen.     | 5-1         | Athletic Bilbao-Español     | 4-0           | 29 mar.       |
| 25 gen.     | 1-4         | CE Europa-Arenas Getxo      | 0-1           | 29 mar.       |
| 25 gen.     | 1-1         | Barcelona-Alavés            | 1-1           | 29 mar.       |
| 25 gen.     | 4-1         | Racing Santander-Real Unión | 3-4           | 29 mar.       |
| 25 gen.     | 2-1         | Real Sociedad-Real Madrid   | 0-2           | 29 mar.       |

| andata (1ª) | andata (1ª) | Prima giornata             | ritorno (10ª) | ritorno (10ª) |
|             |             |                            |               |               |
| 7 dic.      | 1-2         | Arenas Getxo-Real Unión    | 2-2           | 8 feb.        |
| 7 dic.      | 6-3         | Barcelona-Athletic Bilbao  | 1-12          | 8 feb.        |
| 7 dic.      | 2-1         | Racing Santander-CE Europa | 2-1           | 8 feb.        |
| 7 dic.      | 2-0         | Real Madrid-Español        | 1-1           | 8 feb.        |
| 7 dic.      | 2-2         | Real Sociedad-Alavés       | 2-1           | 8 feb.        |

| andata (3ª) | andata (3ª) | Terza giornata                   | ritorno (12ª) | ritorno (12ª) |
|             |             |                                  |               |               |
| 21 dic.     | 4-1         | Arenas Getxo-Real Madrid         | 2-1           | 22 feb.       |
| 21 dic.     | 4-1         | Alavés-Español                   | 0-2           | 22 feb.       |
| 21 dic.     | 2-1         | CE Europa-Real Unión             | 3-4           | 22 feb.       |
| 21 dic.     | 4-1         | Racing Santander-Athletic Bilbao | 1-7           | 22 feb.       |
| 21 dic.     | 4-1         | Real Sociedad-Barcelona          | 1-5           | 22 feb.       |

| andata (5ª) | andata (5ª) | Quinta giornata                | ritorno (14ª) | ritorno (14ª) |
|             |             |                                |               |               |
| 4 gen.      | 5-0         | Arenas Getxo-Barcelona         | 0-2           | 8 mar.        |
| 4 gen.      | 2-1         | CE Europa-Athletic Bilbao      | 1-4           | 8 mar.        |
| 4 gen.      | 2-5         | Racing Santander-Real Sociedad | 7-4           | 8 mar.        |
| 4 gen.      | 1-0         | Real Madrid-Alavés             | 0-2           | 8 mar.        |
| 4 gen.      | 6-1         | Real Unión-Español             | 2-4           | 8 mar.        |

| andata (7ª) | andata (7ª) | Settima giornata            | ritorno (16ª) | ritorno (16ª) |
|             |             |                             |               |               |
| 18 gen.     | 1-3         | Arenas Getxo-Real Sociedad  | 1-4           | 22 mar.       |
| 18 gen.     | 2-5         | Alavés-Racing Santander     | 0-4           | 22 mar.       |
| 18 gen.     | 4-0         | Español-CE Europa           | 1-3           | 22 mar.       |
| 18 gen.     | 0-6         | Real Madrid-Athletic Bilbao | 4-2           | 22 mar.       |
| 18 gen.     | 1-1         | Real Unión-Barcelona        | 3-5           | 22 mar.       |

| andata (9ª) | andata (9ª) | Nona giornata                 | ritorno (18ª) | ritorno (18ª) |
|             |             |                               |               |               |
| 1º feb.     | 4-2         | Arenas Getxo-Racing Santander | 1-4           | 5 apr.        |
| 1º feb.     | 2-0         | Alavés-CE Europa              | 0-1           | 5 apr.        |
| 1º feb.     | 1-0         | Español-Real Sociedad         | 1-2           | 5 apr.        |
| 1º feb.     | 0-0         | Real Madrid-Barcelona         | 1-3           | 5 apr.        |
| 1º feb.     | 2-3         | Real Unión-Athletic Bilbao    | 2-1           | 5 apr.        |

| andata (2ª) | andata (2ª) | Seconda giornata              | ritorno (11ª) | ritorno (11ª) |
|             |             |                               |               |               |
| 14 dic.     | 6-1         | Athletic Bilbao-Real Sociedad | 0-1           | 15 feb.       |
| 14 dic.     | 2-2         | CE Europa-Barcelona           | 2-0           | 15 feb.       |
| 14 dic.     | 3-2         | Alavés Arenas Getxo           | 1-1           | 15 feb.       |
| 14 dic.     | 4-1         | Español-Racing Santander      | 0-4           | 15 feb.       |
| 27 gen.     | 1-1         | Real Unión-Real Madrid        | 0-3           | 15 feb.       |

| andata (4ª) | andata (4ª) | Quarta giornata            | ritorno (13ª) | ritorno (13ª) |
|             |             |                            |               |               |
| 28 dic.     | 7-1         | Athletic Bilbao-Alavés     | 4-1           | 1º mar.       |
| 28 dic.     | 5-0         | Español-Arenas Getxo       | 0-1           | 1º mar.       |
| 28 dic.     | 1-1         | Barcelona-Racing Santander | 1-0           | 1º mar.       |
| 25 dic.     | 3-1         | Real Madrid-CE Europa      | 3-0           | 1º mar.       |
| 28 dic.     | 2-4         | Real Unión-Real Sociedad   | 3-3           | 1º mar.       |

| andata (6ª) | andata (6ª) | Sesta giornata               | ritorno (15ª) | ritorno (15ª) |
|             |             |                              |               |               |
| 11 gen.     | 5-2         | Athletic Bilbao-Arenas Getxo | 2-3           | 15 mar.       |
| 11 gen.     | 3-1         | Alavés-Real Unión            | 1-4           | 15 mar.       |
| 11 gen.     | 6-2         | Barcelona-Español            | 4-4           | 17 mar.       |
| 11 gen.     | 3-0         | Racing Santander-Real Madrid | 0-0           | 15 mar.       |
| 11 gen.     | 3-1         | Real Sociedad-CE Europa      | 1-2           | 14 mar.       |

| andata (8ª) | andata (8ª) | Ottava giornata             | ritorno (17ª) | ritorno (17ª) |
|             |             |                             |               |               |
| 25 gen.     | 5-1         | Athletic Bilbao-Español     | 4-0           | 29 mar.       |
| 25 gen.     | 1-4         | CE Europa-Arenas Getxo      | 0-1           | 29 mar.       |
| 25 gen.     | 1-1         | Barcelona-Alavés            | 1-1           | 29 mar.       |
| 25 gen.     | 4-1         | Racing Santander-Real Unión | 3-4           | 29 mar.       |
| 25 gen.     | 2-1         | Real Sociedad-Real Madrid   | 0-2           | 29 mar.       |

## Statistiche

### Squadre

#### Capoliste solitarie
|    | —— | ——  | —— | —— | ——            | ——            | ——            | ——            | ——            | ——            | ——            | ——  | ——  | ——  | ——  | ——  | ——  | —— |  |
|    |    | Ala |    |    | Real Sociedad | Real Sociedad | Real Sociedad | Real Sociedad | Real Sociedad | Real Sociedad | Real Sociedad |     | Ath | Ath |     | Ath |     |    |  |
|    |    |     |    |    |               |               |               |               |               |               |               |     |     |     |     |     |     |    |  |
|    |    |     |    |    |               |               |               |               |               |               |               |     |     |     |     |     |     |    |  |
| 1ª | 2ª | 3ª  | 4ª | 5ª | 6ª            | 7ª            | 8ª            | 9ª            | 10ª           | 11ª           | 12ª           | 13ª | 14ª | 15ª | 16ª | 17ª | 18ª |    |  |

#### Primati stagionali
- Maggior numero di vittorie: Athletic Bilbao (11)
- Minor numero di sconfitte: Barcellona (4)
- Migliore attacco: Athletic Bilbao (73 reti segnate)
- Miglior difesa: Real Madrid (27 reti subite)
- Miglior differenza reti: Athletic Bilbao (+40)
- Maggior numero di pareggi: Barcellona (7)
- Minor numero di pareggi: Athletic Bilbao (0)
- Maggior numero di sconfitte: CD Europa (11)
- Minor numero di vittorie: Alaves (5)
- Peggior attacco: CD Europa (23 reti segnate)
- Peggior difesa: Real Unión, Español (45 reti subite)
- Peggior differenza reti: CD Europa (−15)

### Individuali

#### Classifica marcatori
| Gol |  |  | Giocatore           | Squadra         |
| --- |  |  | ------------------- | --------------- |
| 27  |  |  | Bata                | Athletic Bilbao |
| 17  |  |  | Guillermo Gorostiza | Athletic Bilbao |
| 16  |  |  | Ángel Arocha        | Barcelona       |